# کوبلین-لاتکی
کوبلین-لاتکی (به لهستانی:  Kobylin-Latki) یک روستا در لهستان است که در گمینا کوبلین-بوژمه واقع شده‌است.